# Fred Hale
Pour les articles homonymes, voir Hale.
Fred Hale (né le 1er décembre 1890 et décédé le 19 novembre 2004 à Syracuse dans l'État de New York aux États-Unis), était le doyen de l'humanité depuis le 5 mars 2004.

## Biographie
Fred Hale se remettait d'une pneumonie, quand il s'est éteint dans son sommeil. Cet ancien employé des services postaux ferroviaires et apiculteur avait pris sa retraite en 1954. Il se consacrait depuis au jardinage et à la cuisine.
À 95 ans, Fred Hale s'était rendu au Japon pour voir un de ses neuf petits-enfants, engagé dans la Marine. À 103 ans, Hale vivait encore chez lui, enlevant à la pelle la neige qui s'accumulait sur son toit. Et il s'agaçait encore, à 108 ans, des conducteurs qui lambinent au volant.
Fred Hale a vécu jusqu'à l'âge de 109 ans dans son Maine natal, avant de déménager dans la région de Syracuse pour se rapprocher de son fils Fred Jr, aujourd'hui âgé de 82 ans.
L'épouse de Fred Hale senior est morte en 1979. Trois de ses cinq enfants sont encore en vie. Il avait neuf petits-enfants, neuf arrière-petits-enfants et onze arrière-arrière-petits-enfants.